# Mahmoud Afshartous
Mahmoud Afshartous (en persan : محمود افشارطوس ; en azéri : Mahmud Əfşar Tus), également orthographié Afshartoos, né en 1907 à Téhéran et mort le 24 avril 1953 dans la même ville, est un général et haut fonctionnaire de police iranien sous le gouvernement du Premier ministre Mohammad Mossadegh. Enlevé puis assassiné par des conjurés opposés à Mossadegh, avec la participation active du MI6, sa disparition contribua à affaiblir le pouvoir en place et à préparer le terrain pour le coup d'État de 1953.

## Jeunesse et éducation
Afshartous était issu d’une lignée iranienne d’origine azerbaïdjanaise, alliée à la dynastie Qadjar. Il nait à Téhéran en 1907. Formé à l’Académie militaire, il en sortit diplômé avec le grade d’officier. 

### Famille paternelle
Hassan Khan Shebl as-Saltaneh était le fils de Mohammad Khan Afshar "Sartip", un officier qajar d’importance, et de Mala Banu Khanom, veuve d’Amir Isa Khan Vali Ehtesham ad-Dowleh Qajar-Qovanlou Amir Kabir. De ce fait, il était le demi-frère cadet de Mehdi Qoli Khan Qajar-Qovanlou Amirsoleymani Majd ad-Dowleh et le cousin de Nassereddine Chah. Sa carrière à la cour impériale débuta en 1868 en tant que page (gholam), portant alors le surnom de Hassan Khan Afshar "Bashi". Par la suite, il fut promu au rang d’adjudant (ağūdān-e hozūr-e homāyūnī) du souverain. En reconnaissance de ses services, Naser al-Din Chah lui octroya le titre honorifique de Shebl as-Saltaneh (« Lionceau de la Monarchie ») et l’emmena dans plusieurs de ses déplacements. Au cours de sa carrière administrative, Shebl as-Saltaneh occupa diverses fonctions dans l’appareil judiciaire. Lors de l’instauration obligatoire des noms de famille en 1930, il adopta celui d’Afshar-e Tous (ou Afshartous), en référence à la cité de Tous.

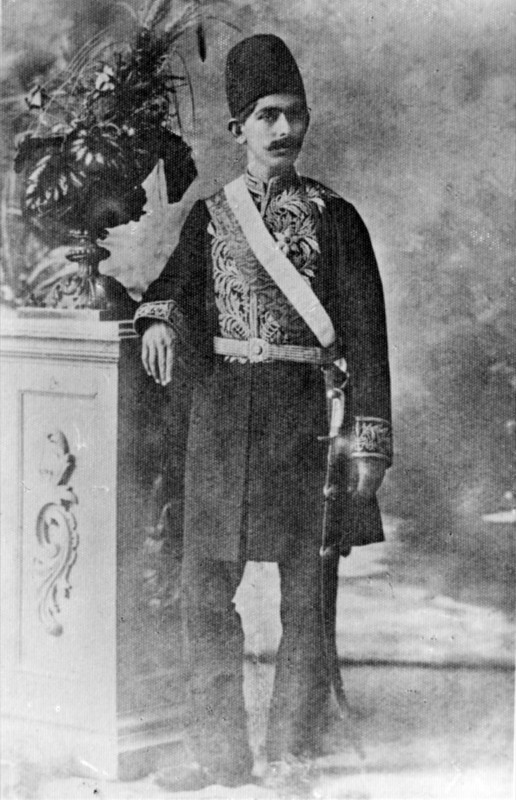
Hassan Khan Shebl as-Saltaneh

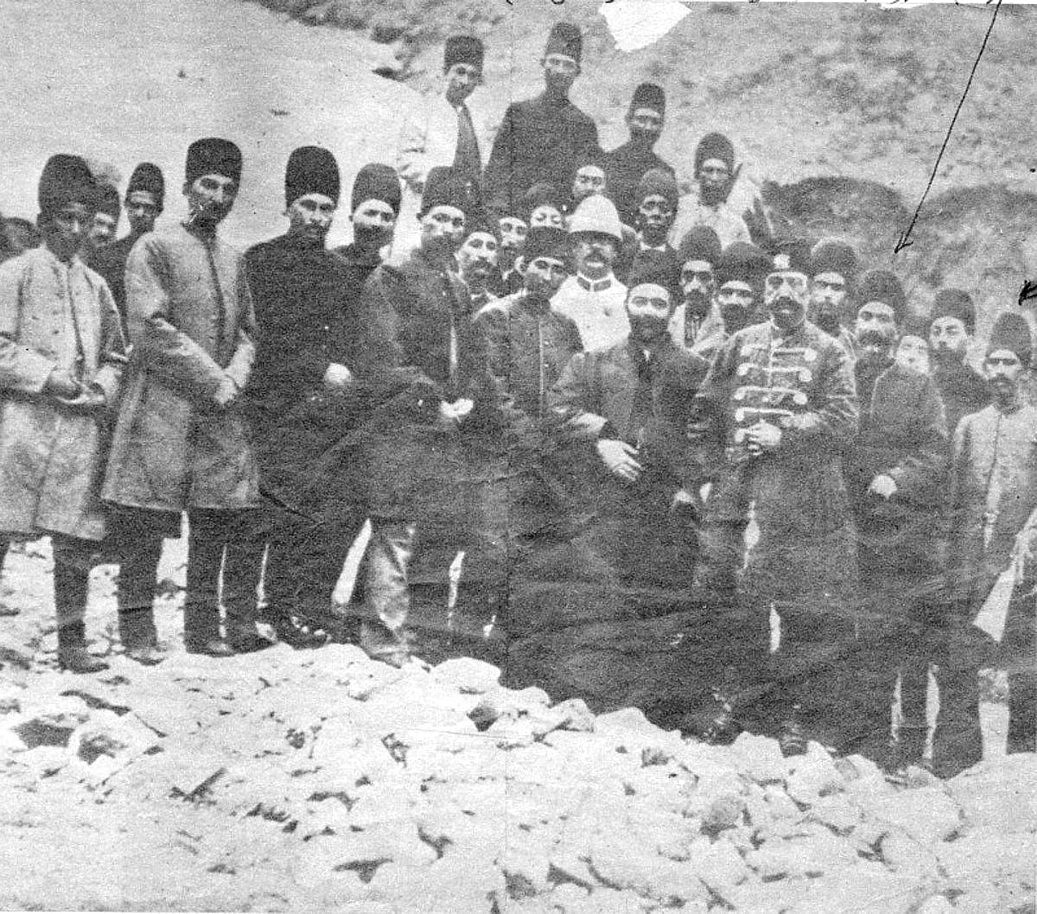
Le groupe de chasse de Naser al-Din Chah (Shebl as-Saltaneh à l'extrême droite, avec un fusil)

### Famille maternelle
La mère d’Afshartous, Banou Fatemeh Soltan Khanom, appartenait à la lignée Zarrinnaal de la tribu Zarrin Kafsh, une famille notable de dignitaires kurdo-persans. Son père, Agha Mirza Zaman Khan Kordestani, originaire de Sanandaj (province du Kordestān), fut intégré à la cour de Nasser al-Din Chah. Issu de la noblesse ardalanide, il obtint la charge de lashkar-nevis (maître des comptes militaires) et contracta mariage avec Pari Soltan Khanom Pir-Bastami, issue du clan Moayyeri et nièce du souverain. Ses frères, Agha Mirza Ali Akbar Khan Zarrinnaal Nasr-e Lashkar et Mirza Ali Asghar Khan Zarrinkafsh, occupèrent des positions notables sous les régimes Qajar et Pahlavi.. 
Il comptait sept frères — Shebl al-Mamalek, Khan-Khanha, Mohammad Sadegh, Mohammad Bagher, Morteza, Mostafa et Ali — ainsi que deux sœurs, Akhtar as-Saltaneh et Banou Ozma. Tous portaient le patronyme Afshartous (ou Afshartoos). Les unions matrimoniales de cette fratrie s’établirent au sein des familles Amirsoleymani et Zarrinkafsh.

### Relation avec les Pahlavi
Afshartous entretenait un lien avec la dynastie Pahlavi par l’intermédiaire de Touran Khanom Amirsoleymani (issue des Qajar-Qovanlou), également connue sous le nom de Qamar al-Molouk. Celle-ci, troisième épouse de Reza Chah, était la mère du prince Gholam-Reza Pahlavi. Touran était apparentée au père d’Afshartous et cousine de sa seconde épouse, Fatemeh Bayat, elle-même petite-nièce de Mossadegh. 

## Carrière
À la suite de la Révolution constitutionnelle persane, survenue dans la première décennie du XXe siècle, le père d’Afshartous, inquiet des troubles politiques en Iran, quitta temporairement le pays en 1909. Son oncle, Majid ad-Dowleh, doyen de la lignée Qajar, l’exhorta à embrasser une carrière militaire. Après des études au lycée Nezam de Téhéran, Afshartous intégra, en qualité d’aspirant, l’Université militaire de la capitale. En 1936, présenté à Reza Chah par le général de division (sar-lashkar) Karim Buzarjomehri, il obtint sa première fonction officielle en tant qu’intendant des domaines royaux (amlak-e saltanati). Par la suite, intégré au corps d’artillerie, il fut élevé au grade de général de brigade (sartip) au sein des forces armées impériales. Il dirigea le cortège funèbre de Reza Chah et fut nommé gouverneur militaire de Téhéran par Mohammad Reza Pahlavi. Connu pour son inflexibilité en matière de probité, il lutta contre les malversations au sein de l’armée. Parallèlement, il apporta son soutien à la politique de son grand-oncle, Mossadegh, en contribuant à la formation du Front national (jebh-e melli). Le 23 juillet 1952, alors que Mossadegh occupait la charge de Premier ministre, Afshartous fut désigné à la tête de la police iranienne, fonction qu’il conserva jusqu’en avril 1953. 
Homme d’un tempérament placide, résolu et rigoureux, peu enclin aux relations sociales nombreuses, il aspirait à une réforme des institutions politiques iraniennes afin d’éradiquer les pratiques vénales, particulièrement celles entachant l’institution militaire :  

« Il a souvent démis de leurs fonctions des officiers de différents grades afin de défendre la transparence et estimait que certains officiers ne devaient être promus que jusqu'à un certain niveau, faute de quoi ils pourrissaient. En fin de compte, son idée était basée sur la transparence et l'honnêteté et il refusait tout compromis, c'est pourquoi il avait beaucoup d'ennemis. »

Figure emblématique du mouvement mossadeghiste, dont il fut l’un des plus proches collaborateurs (souvent désigné comme son « bras droit »), il bénéficiait d’une forte assise populaire. Cette influence grandissante le plaça en opposition directe avec les factions politiques gravitant autour du souverain Pahlavi, qui le percevaient dès lors comme un rival dangereux.  

## Mort
Durant son exercice du pouvoir, Mohammad Mossadegh – figure éminente du Front national, démocrate libéral et nationaliste – gouverna progressivement sans recourir au parlement afin de limiter l’influence du Chah. Cette concentration de l’autorité suscita des craintes parmi certains responsables politiques, qui redoutaient une dérive despotique sous couvert de réformes démocratiques. Mossadegh organisa un plébiscite afin de dissoudre l’assemblée législative, mesure qui accentua les inquiétudes de l’opposition. Celle-ci soupçonnait une possible alliance avec le parti communiste Tudeh, risquant de transformer le Premier ministre en un dirigeant autoritaire inféodé à Moscou et d’aboutir à l’abolition de la monarchie. En mars 1953, la cour impériale, appuyée par une faction du clergé, entreprit d’écarter des officiers militaires et des hommes politiques favorables au gouvernement, tout en ourdissant un complot visant à renverser Mossadegh. Mozaffar Baqai, cofondateur du parti des travailleurs iraniens et ancien allié du Premier ministre, se rallia au général Fazlollah Zahedi – proche du Chah – pour orchestrer sa destitution. Afin de mener à bien leur entreprise, les conjurés s’attelèrent au démantèlement de l’appareil policier loyaliste. Ils tinrent des conciliabules secrets au domicile de Baqai, où fut planifié l’assassinat du chef de la police, Mahmoud Afshartous. Ce dernier fut attiré dans une embuscade tendue par Hossein Khatibi, sous prétexte d’une entrevue. Capturé, il fut conduit dans les montagnes avoisinant Téhéran, soumis à la question, puis étranglé le 24 avril 1953 par un groupe dirigé par Khatibi. Ce dernier affirma par la suite qu’Afshartous détenait des documents compromettants relatifs à une opération projetée contre des agents américains et des partisans du Chah. Cet épisode scella définitivement le sort de Mossadegh. Le complot culmina avec le coup d’État du 19 août 1953, fomenté avec le concours de la CIA et ultérieurement désigné sous le nom d’Opération Ajax.  
Afshartous fut élevé à titre posthume au rang de général de division (sar-lashkar) par Mohammad Mossadegh. Ses obsèques eurent lieu dans le quartier de Tajrish, à Téhéran, où il fut inhumé près de l’hôpital Reza-Pahlavi — établissement renommé hôpital Afshartous au début de la Révolution iranienne de 1979, puis hôpital Shohada (« Martyrs »). Le chah Mohammad Reza Pahlavi dépêcha son demi-frère, le prince Gholam Reza, auprès de Banou Fatemeh Soltan, mère du défunt, afin de présenter les condoléances de la monarchie. Celle-ci, accablée de douleur, interpella le prince en ces termes : « Je m’interroge : pourquoi l’assassin de mon fils vous a-t-il envoyé ici ? En quoi mon fils a-t-il failli, sinon d’avoir été un patriote sincère, épris de sa patrie ? Quel crime commit-il aux yeux de son meurtrier, le chah, votre frère ? » Le prince se retira, et la famille Afshartous rompit dès lors tout lien avec la cour impériale.